# Спасители в планината
„Спасители в планината“ е немски телевизионен сериал за планинско спасяване, излъчван от 26 ноември 2009 г. по ZDF.
Действието се развива в Австрийските Алпи и се съсредоточава около екип планински спасители. Всеки епизод се фокусира върху спасителна мисия, изследва предисторията на хората, замесени в инцидента (по-често причинен от рисковото им поведение) и личния живот на членовете на екипа.
Сериалът е сниман сред природата, с изключение на няколко места. Местата на заснемане са в Горния Енщал (Щирия), в планината Дахщайн, отчасти в Горна Австрия, в Залцбургерланд и в Каунертал (Йоцталски Алпи, Тирол).

## Сюжет
Андреас Марталер е на път да отвори училище по катерене в САЩ заедно с приятелката си Сара. Преди да емигрира той присъства на сватбата на най-добрия си приятел и ръководител на планинските спасители Щефан Хофер. В деня след сватбата Андреас и Щефан отиват заедно в планината, но забелязват паднал и ранен планинар на скалист ръб под тях, на когото трябва да омогнат. При акцията Щефан Хофер загива, а Андреас се опитва да се грижи за съпругата му Емили Хофер и двете деца, точно както неговият приятел го е помолил. Това не е лесно за Емили, Андреас и приятелката му Сара. Андреас Марталер става лидер на планинската спасителна служба в Рамзау.
В края на шестата серия Андреас Марталер трагично загива, докато спасява малко момиченце. По негово желание Маркус Кофлер става новият лидер на отбора. Първоначално Маркъс намира това за трудно, тъй като е бил с Андреас, когато той умира.

## В България
В България сериалът е излъчван по bTV и bTV Lady.